# Petyr Zaprjanow
Petyr Dimitrow Zaprjanow (bułg. Петър Димитров Запрянов, ur. 23 marca 1959 w Płowdiwie) – bułgarski strzelec sportowy, brązowy medalista olimpijski z Moskwy.
Brał udział w trzech igrzyskach olimpijskich (IO 80, IO 88, IO 92). W 1980 medal, pod nieobecność sportowców z części krajów tzw. Zachodu, zdobył w konkurencji karabinu małokalibrowego na dystansie 50 metrów w pozycji leżącej. 